# Dryopteris paralunanensis
Dryopteris paralunanensis är en träjonväxtart som beskrevs av S.G.Lu och W. M. Chu. Dryopteris paralunanensis ingår i släktet Dryopteris och familjen Dryopteridaceae. Inga underarter finns listade.